# James e la pesca gigante
James e la pesca gigante (James and the Giant Peach) è un romanzo scritto da Roald Dahl e pubblicato nel 1961. In Italia viene pubblicato dalla Salani.

## Trama
James Henry Trotter è un bambino che, fino a quattro anni, vive con la mamma e il papà in una bellissima casetta sul mare. Un brutto giorno i suoi genitori vanno a Londra e vengono mangiati da un rinoceronte rabbioso fuggito dallo  zoo. Così James resta orfano. Viene affidato alle zie Spugna (bassa e grassa) e Stecco (alta e magrissima), che vivono in una specie di castello su una collina. Le zie sono cattivissime e chiamano James con dei brutti nomignoli, lo maltrattano, lo insultano, lo picchiano e lo fanno lavorare come un mulo. Inoltre sono talmente pigre che non lo fanno mai uscire dal loro giardino. James, quindi, non ha nemmeno un amico ed è sempre solo. Dopo tre anni assieme alle zie, un giorno chiede loro di andare al mare, ma le megere, come al solito, rifiutano e reagiscono bruscamente. James è molto triste e va a piangere dietro alcuni vecchi arbusti. Da questi, all'improvviso, sbuca fuori un vecchio che dà a James un sacchetto con dentro dei cosini verdi che si muovono. Il vecchio gli dice che se beve con una caraffa quei cosini verdi gli succederanno cose meravigliose, stupende. Quando il vecchio se ne va, James pensa tra sé e sé che non deve mai perdere di vista quel sacchetto e che per nessuna ragione al mondo lo farà vedere alle zie. Si mette a correre ma inciampa e i cosini verdi all'improvviso se ne vanno sottoterra. James, triste e deluso, pensa che un'occasione così grande non gli capiterà mai più.
Il giorno dopo James e le zie sono in giardino. Zia Spugna si accorge che nell'albero di pesco, che non aveva mai fatto un frutto né un fiore, c'è una pesca. Stanno per raccoglierla quando zia Stecco nota che il frutto si sta ingrandendo a velocità sorprendente. Sembra non smetta mai di crescere ma quando raggiunge le dimensioni di una casa si ferma. Zia Spugna, ingorda come sempre, vorrebbe subito assaggiarla ma zia Stecco ha un'idea migliore: far venire a pagamento la gente a vedere la pesca. Così il giorno dopo James viene chiuso nella sua camera per non dare problemi e tante persone vengono ad ammirare il frutto straordinario.
Il bambino, alla fine della giornata, viene messo fuori di casa finché non ripulisce tutto dalle cartacce e dalle bucce  di banana. Anche lui va a vedere la pesca e trova sulla parete del frutto un buco ed entra. Dopo aver camminato per un po' arriva davanti a una porta, l'apre e si ritrova in una sala. Qui ci sono una vecchia cavalletta verde, un lombrico, un millepiedi, una coccinella, un ragno, una lucciola e un baco da seta a cui nessuno bada perché dorme sempre. Questi animali sono grandi quanto una persona: sono diventati così dopo aver ingoiato almeno uno di quei cosini verdi. Si presentano a James, poi la signora Ragno fabbrica delle amache per tutti con la sua tela e così vanno a dormire. James si sveglia di soprassalto: è mattina. La coccinella gli spiega che appena il millepiedi avrà finito di rosicchiare il gambo della pesca, questa si staccherà dall'albero e loro rotoleranno lontano da quel posto. Il millepiedi ha dei denti affilatissimi, indossa quarantadue stivaletti (numerosi come le sue zampe) ed è un po' dispettoso. Litiga sempre con il lombrico che è senza zampe, cieco e pessimista. Cominciano a rotolare piano ma durante la discesa prendono velocità, schiacciano a morte le zie e scendono verso la città. Vengono sballottati da ogni parte all'interno della pesca che, dopo un po', finisce in mare. Tutti allora restano delusi e, non avendo altro cibo, si mettono a mangiare il frutto. Passata la notte vedono avvicinarsi degli squali. James pensa che ormai sia finita ma ha un'idea. Dice alla signora Ragno e al baco da seta di tessere molti fili lunghi parecchi chilometri. I gabbiani, attirati dal lombrico, scendono e James li lega al filo collegandoli alla pesca. Quando arriva al cinquecentoduesimo gabbiano il frutto si alza in volo. Arrivano all'altezza delle nuvole. James vede degli uomini-nube che preparano la grandine per l'inverno. Il millepiedi li insulta e loro scagliano la grandine sulla pesca. Sorpassati questi ne vedono altri che colorano l'arcobaleno: la pesca ci va a sbattere e lo rompe. Questa volta gli uomini-nube le lanciano contro ogni tipo di oggetto. Trascinati dai gabbiani, i passeggeri della pesca riescono a fuggire e, ad un certo punto, il millepiedi si accorge che sotto di loro c'è l'America. Allora staccano a poco a poco gli uccelli e cominciano a scendere, mentre gli americani, pensando che il gigantesco frutto sia una bomba, chiamano la polizia e i pompieri. Intanto la pesca si conficca nella punta del palazzo più alto. James e gli altri scendono e il bambino racconta tutta la storia. Alla fine lui e i suoi amici diventano per tutti degli eroi. Il millepiedi diventa vicepresidente e responsabile di un negozio di scarpe; la coccinella sposa il capo-pompiere; il Baco da seta e la signora Ragno si mettono in società per fabbricare fili di nylon per gli equilibristi; il lombrico fa la pubblicità per un centro di bellezza per signore; la lucciola va a fare luce sulla torcia della statua della Libertà; la cavalletta entra nell'orchestra sinfonica di New York. Infine, il nocciolo della pesca, diventato un famoso monumento, è anche la casa di James, che adesso ha tantissimi amici.

## Adattamenti
Nel 1996 è uscito il film omonimo di Henry Selick e prodotto da Tim Burton.

## Edizioni
- Roald Dahl, James e la pesca gigante, collana Gl'Istrici, Salani, 2003,  p. 174.